# Селлеро
Селлеро (итал. Sellero) — коммуна в Италии, располагается в провинции Брешиа области Ломбардия.
Население составляет 1495 человек (2008 г.), плотность населения составляет 115 чел./км². Занимает площадь 13 км². Почтовый индекс — 25050. Телефонный код — 0364.
В коммуне 15 августа особо празднуется Успение Пресвятой Богородицы. Покровителем коммуны почитается святой Дезидерий Лангрский, празднование 23 мая.

## Демография
Динамика населения:

## Администрация коммуны
- Официальный сайт: http://www.comune.sellero.bs.it/